# Nate and Hayes
Nate and Hayes, también conocida como "Savage islands" o "Los piratas de las islas salvajes" es una película de aventuras de 1983 dirigida por Ferdinand Fairfax en la que Tommy Lee Jones hace uno de sus primeros papeles protagonistas. El guion de la película tiene muchos puntos en común con la más reciente Piratas del Caribe: la maldición de la Perla Negra.

## Argumento
A mediados del siglo XIX, las islas del Pacífico Sur están invadidas por traficantes de esclavos. Este hecho hace que el capitán "Bully" Hayes y el traficante Ben Pease, que en otro tiempo fueron compañeros, ahora son mortales enemigos.
Hayes se dedica a llevar pasajeros en su barco, El "Rona", y uno de ellos es Sophie, que viaja con su novio Nate hacia una isla donde viven los tíos de este y donde piensan casarse.
Durante la ceremonia, Ben Pease y su tripulación atacan la isla, asesinan a los tíos del novio de Sophie y a ella la secuestran. Nate queda herido y cuando se recupera, lleno de rabia, parte en un pequeño bote en persecución de los traficantes y casi muere en el mar, pero es rescatado por el capitán Hayes. Los dos deciden unirse para rescatar a Sophie y vengarse del malvado Pease, mientras compiten por el amor de Sophie.
Mientras, Pease se ha reunido con un conde alemán que planea invadir la isla del rey Owatopi para convertirla en una base militar.

## Elenco
- Tommy Lee Jones es Bully Hayes.
- Michael O'Keefe es Nate.
- Jenny Seagrove es Sophie.
- Max Phipps es Pease.
- Grant Tilly es el conde Von Rittenberg.
- Bruce Allpress es el teniente Blake.

## Lanzamiento
La película fue lanzada en DVD, en Región 1 y Región 2, en junio y noviembre de 2006. 